# Rudolf Bucki
Rudolf Bucki (ur. 13 kwietnia 1924 w Zbywaczówce) – żołnierz Armii Krajowej i partyzantki antykomunistycznej, działacz NSZZ „Solidarność”.

## Życiorys
Urodził się we wsi Zbywaczówka w 1924 roku. W latach 1943–1945 był żołnierzem Armii Krajowej w okręgu „Barwałd” dowodzonym przez kpt. Feliksa Kwarciaka. 
Zakończenie II wojny światowej nie oznaczało zakończenia walki. Dla niego i jego przyjaciół nastąpiła tylko zamiana okupacji z hitlerowską na sowiecką. We wrześniu 1945 roku wszedł w skład tworzącego się niepodległościowego oddziału partyzanckiego „Burza” w ramach Armii Polskiej w Kraju, dowodzonego przez por. Mieczysława Wądolnego ps. Granit vel. Mściciel”. 
W latach 1945–1947 uczestniczył w wielu akcjach bojowych. Po rozbiciu oddziału przez UB w styczniu 1947 roku i śmierci dowódcy oddziału „Mściciela” ukrywał się. Na podstawie tzw. amnestii ujawnił się w marcu 1947 roku. 
Pomimo amnestii w latach kolejnych był szykanowany i represjonowany przez komunistyczne władze. W 1951 roku został aresztowany przez funkcjonariuszy Urzędu Bezpieczeństwa w Wadowicach. Skazany, na wolność wyszedł na mocy amnestii w 1956 roku. 
W 1980 roku Rudolf Bucki był jednym z założycieli NSZZ „Solidarność” w Wadowicach.
19 czerwca 2008 roku sierżant Rudolf Bucki wraz z kolegą z oddziału, podporucznikiem Marianem Pióro został odznaczony przez prezydenta Lecha Kaczyńskiego Krzyżem Oficerskim Orderu Odrodzenia Polski „Polonia Restituta”. Decyzja prezydenta została odczytana jako oficjalna rehabilitacja żołnierzy por. Mieczysława Wądolnego.

## Order i odznaczenia
- Krzyż Oficerski Orderu Odrodzenia Polski (2008)[3]

## Filmografia
- O Niepodległą – powojenne losy oddziału Mściciela, (film dokumentalny, 2009[4])